# آیاکا سایتو (بازیگر)
آیاکا سایتو (انگلیسی: Ayaka Saitō؛ ۲ ژوئن ۱۹۸۸ – ) صداپیشه، بازیگر، و بازیگر تئاتر اهل ژاپن بود. وی از سال ۱۹۹۶ میلادی تاکنون مشغول فعالیت بوده‌است.